# Pierre Samuel du Pont de Nemours
Pierre Samuel du Pont de Nemours [pjɛːʀ saˈmɥɛl dyˈpɔ̃ dənəˈmuːʀ] (ur. 14 grudnia 1739 w Paryżu, zm. 7 sierpnia 1817 w Eleutherian Mills, Delaware, USA) – francuski ekonomista, zwolennik fizjokratyzmu, publicysta i polityk doby rewolucji francuskiej, członek Komisji Edukacji Narodowej.

## Życiorys
Pierre Samuel du Pont de Nemours, znany po prostu jako "Du Pont" był francuskim ekonomistą, zajmującym się ekonomią narodową, propagatorem zasad fizjokratyzmu i popularyzatorem koncepcji Quesnaya.
Redagował czasopismo Journal de l'agriculture. Za panowania króla Ludwika XVI popadł w niełaskę i musiał wyjechać z kraju. Powrócił, gdy Turgot został ministrem finansów. Po upadku Turgota znowu został odsunięty od pełnionych funkcji, ale powrócił do łask za Calonne'a, otrzymując tytuł radcy stanu. W międzyczasie przebywał w Polsce, jako sekretarz Stanisława Augusta. Zajmował się reformą szkolnictwa i utworzeniem Komisji Edukacji Narodowej.
Zaangażował się politycznie w czasie rewolucji francuskiej. Był przewodniczącym Zgromadzenia Narodowego, zajmując się sprawami finansowymi. Za rządów jakobinów został uznany za reakcjonistę; jednak uniknął kary śmierci dzięki obaleniu Robespierre'a. Za dyrektoriatu był członkiem Rady Starszych (wyższej izby parlamentu). Po zamieszkach politycznych w trakcie  zamachu stanu 4 września 1797 (18 fructidora) musiał wyjechać do USA. Powrócił po zdobyciu władzy przez Napoleona w listopadzie 1799 (18 brumaire'a). Działał następnie w instytucjach publicznych.
W 1814 został powołany na sekretarza rządu tymczasowego, a potem przez Ludwika XVIII na radcę stanu. Po powrocie Napoleona z Elby ponownie wyemigrował do Ameryki.
Był ojcem Eleuteriusza Ireneusza du Pont de Nemours – założyciela koncernu DuPont. Pomagał synowi w prowadzeniu działalności gospodarczej w stanie Delaware i tam zmarł, mając 78 lat.

## Dzieła
- Physiocratie, ou constitution naturelle du gouvernement le plus avantageux au genre humain (Paryż 1768 – 2 wydanie)
- Philosophie de l'univers (Paryż 1799 – 3 wydanie)
- Opuscules morales et philosophiques (wydanie zbiorowe pism, Paryż 1805, z tego część opublikowano w drugim tomie Collection des principaux économistes z 1846)
- Œuvres de Turgot (Paryż 1809)